# Paul W.S. Anderson
Paul William Scott Anderson (ur. 4 marca 1965 w Newcastle) – brytyjski aktor, reżyser, scenarzysta oraz producent filmowy. Wyreżyserował takie produkcje jak Mortal Kombat, Resident Evil oraz Obcy kontra Predator.
Jest mężem aktorki Milli Jovovich, z którą wziął ślub 22 sierpnia 2009 roku. Mają dwie córki: Ever Gabo (ur. 3.11.2007) i Dashiel Edan (ur. 1.04.2015).

## Filmografia
- 1994: Shopping
- 1995: Mortal Kombat
- 1997: Ukryty wymiar (Event Horizon)
- 1998: Żołnierz przyszłości (Galaktyczny wojownik, Soldier)
- 2000: Dar widzenia (The Sight)
- 2002: Resident Evil
- 2004: Obcy kontra Predator (AVP: Alien vs. Predator)
- 2008: Death Race: Wyścig śmierci (Death Race)
- 2010: Resident Evil: Afterlife
- 2011: Trzej muszkieterowie (Three Musketeers)
- 2012: Resident Evil: Retrybucja (Resident Evil: Retribution)
- 2014: Pompeje (Pompeii)
- 2016: Resident Evil: Ostatni rozdział (Resident Evil: The Final Chapter)
- 2020: Monster Hunter
- 2025: In the Lost Lands